# 舩橋惠子
舩橋 惠子（舩橋 恵子、ふなばし けいこ、1949年3月 -  ）は、日本の社会学者。静岡大学名誉教授、元同副学長。一般社団法人比較社会構想研究所代表理事、放送大学東京渋谷学習センター客員教授を歴任。夫は舩橋晴俊。

## 略歴
1949年神奈川県生まれ。1972年東京教育大学文学部文学科（独語独文学専攻）卒業。1974年東京教育大学文学部社会科学科（社会学専攻）卒業。1979年東京大学大学院社会学研究科（社会学専攻）博士課程単位取得満期退学。
1989年桜美林大学国際学部講師、1993年助教授、1997年教授、2001年静岡大学人文学部教授、2009年副学長。2006年「育児のジェンダー・ポリティクス」で博士（社会学）。2014年静岡大学での最終講義が行われ、同大より名誉教授の称号が授与された。

## 著書
- 『赤ちゃんを産むということ 社会学からのこころみ』日本放送出版協会 NHKブックス、1994
- 『育児のジェンダー・ポリティクス』勁草書房 双書ジェンダー分析、2006

### 共編著
- 『母性の社会学』堤マサエ共著 サイエンス社、1992 女性社会学者による新社会学叢書
- 『雇用流動化のなかの家族 企業社会・家族・生活保障システム』宮本みち子共編著 ミネルヴァ書房 家族社会学研究シリーズ、2008
- 『国際比較にみる世界の家族と子育て』牧野カツコ、渡辺秀樹、中野洋恵共編著 ミネルヴァ書房、2010